# Amarantine
Amarantine – album, który Enya wydała w 2005 roku.

## Lista utworów
1. „Less Than a Pearl” – 3:44
2. „Amarantine” – 3:13
3. „It’s in the Rain” – 4:08
4. „If I Could Be Where You Are” – 4:01
5. „The River Sings” – 2:491
6. „Long Long Journey” – 3:17
7. „Sumiregusa (Wild Violet)” – 4:42
8. „Someone Said Goodbye” – 4:02
9. „A Moment Lost” – 3:08
10. „Drifting” – 4:12
11. „Amid the Falling Snow” – 3:38
12. „Water Shows the Hidden Heart” – 4:39

W 2006 roku Enya wydała specjalną świąteczną edycję swojego albumu pt. Amarantine – Special Christmas Edition zawierającą dwie kolędy w jej wykonaniu oraz dwa utwory skomponowane przez nią samą, do których słowa napisała Roma Ryan.
1. „Adeste Fideles” (a.k.a. „Oh Come All Ye Faithful”) (trad.)
2. „The Magic of the Night” (muzyka: Enya, słowa: Roma Ryan)
3. „We Wish You a Merry Christmas” (trad.)
4. „Christmas Secrets” (muzyka: Enya, słowa: Roma Ryan)

## Certyfikaty i sprzedaż
| Kraj                         | Certyfikat         | Sprzedaż   |
| ---------------------------- | ------------------ | ---------- |
| Argentyna (CAPIF)            | złota płyta        | 20 000+    |
| Australia (ARIA)             | platynowa płyta    | 70 000+    |
| Belgia (BEA)                 | platynowa płyta    | 50 000+    |
| Brazylia (Pro-Música Brasil) | złota płyta        | 50 000+    |
| Dania (IFPI Danmark)         | platynowa płyta    | 20 000+    |
| Francja (SNEP)               | platynowa płyta    | 300 000+   |
| Hiszpania (Promusicae)       | złota płyta        | 40 000+    |
| Holandia (NVPI)              | złota płyta        | 40 000+    |
| Irlandia (IRMA)              | platynowa płyta    | 15 000+    |
| Meksyk (AMPROFON)            | złota płyta        | 50 000+    |
| Niemcy (BVMI)                | 2× platynowa płyta | 400 000+   |
| Nowa Zelandia (RMNZ)         | platynowa płyta    | 15 000+    |
| Polska (ZPAV)                | złota płyta        | 10 000+    |
| Portugalia (AFP)             | platynowa płyta    | 20 000+    |
| Stany Zjednoczone (RIAA)     | platynowa płyta    | 1 000 000+ |
| Szwajcaria (IFPI Schweiz)    | 2× platynowa płyta | 80 000+    |
| Szwecja (GLF)                | złota płyta        | 30 000+    |
| Węgry (MAHASZ)               | złota płyta        | 5 000+     |
| Wielka Brytania (BPI)        | platynowa płyta    | 300 000+   |